# Gardenia tahitensis
A Gardénia do Tahiti (Gardenia tahitensis), mais conhecida como Flor de Tiaré, é uma planta perfumada da família das rubiáceas, conhecida essencialmente pela sua utilização em produtos cosméticos e pela produção do óleo de Monoï. A flor de Tiaré tornou-se no emblema nacional da Polinésia francesa e das Ilhas Cook.

## Galeria

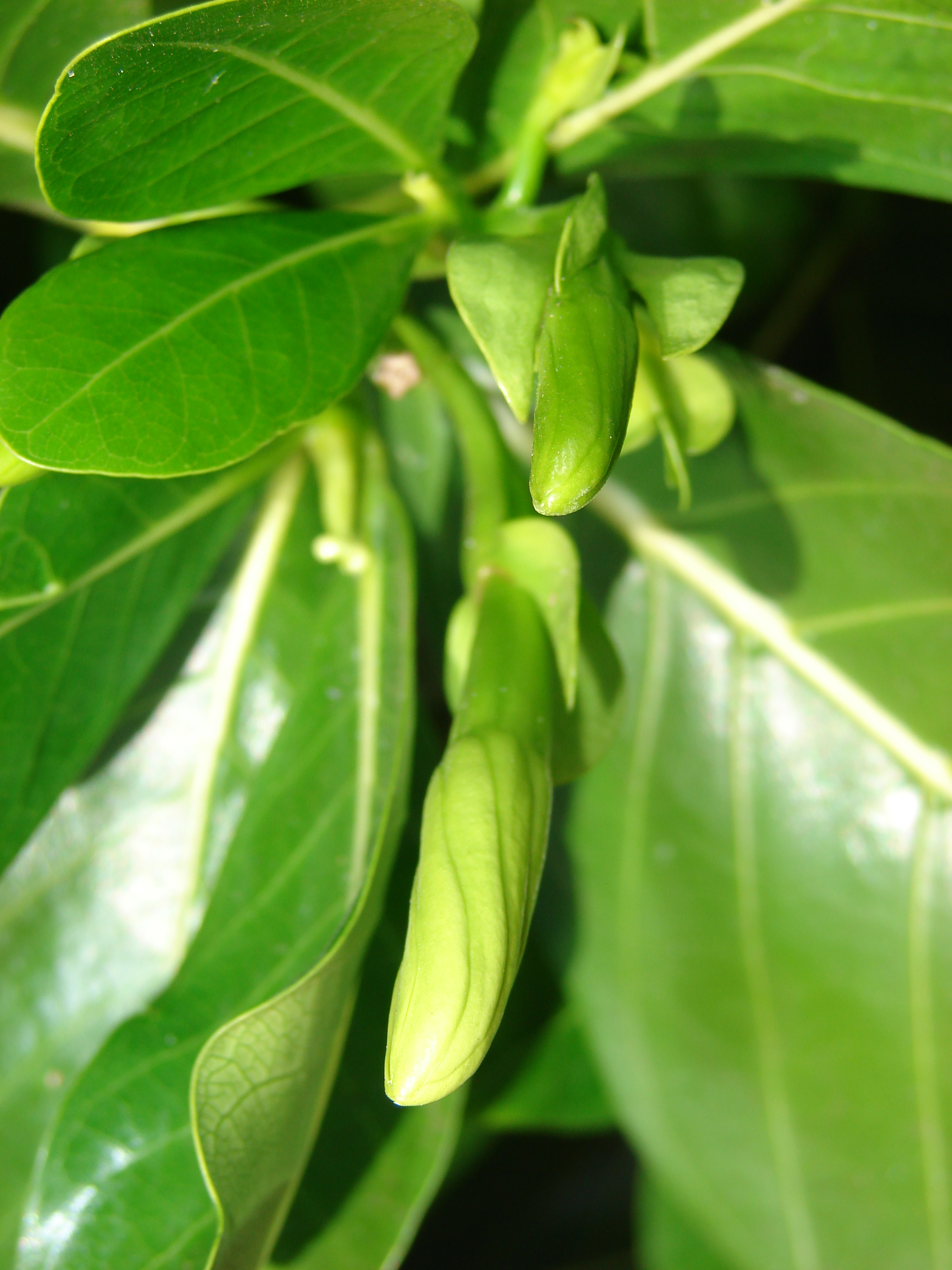
Botões da flor de Tiaré
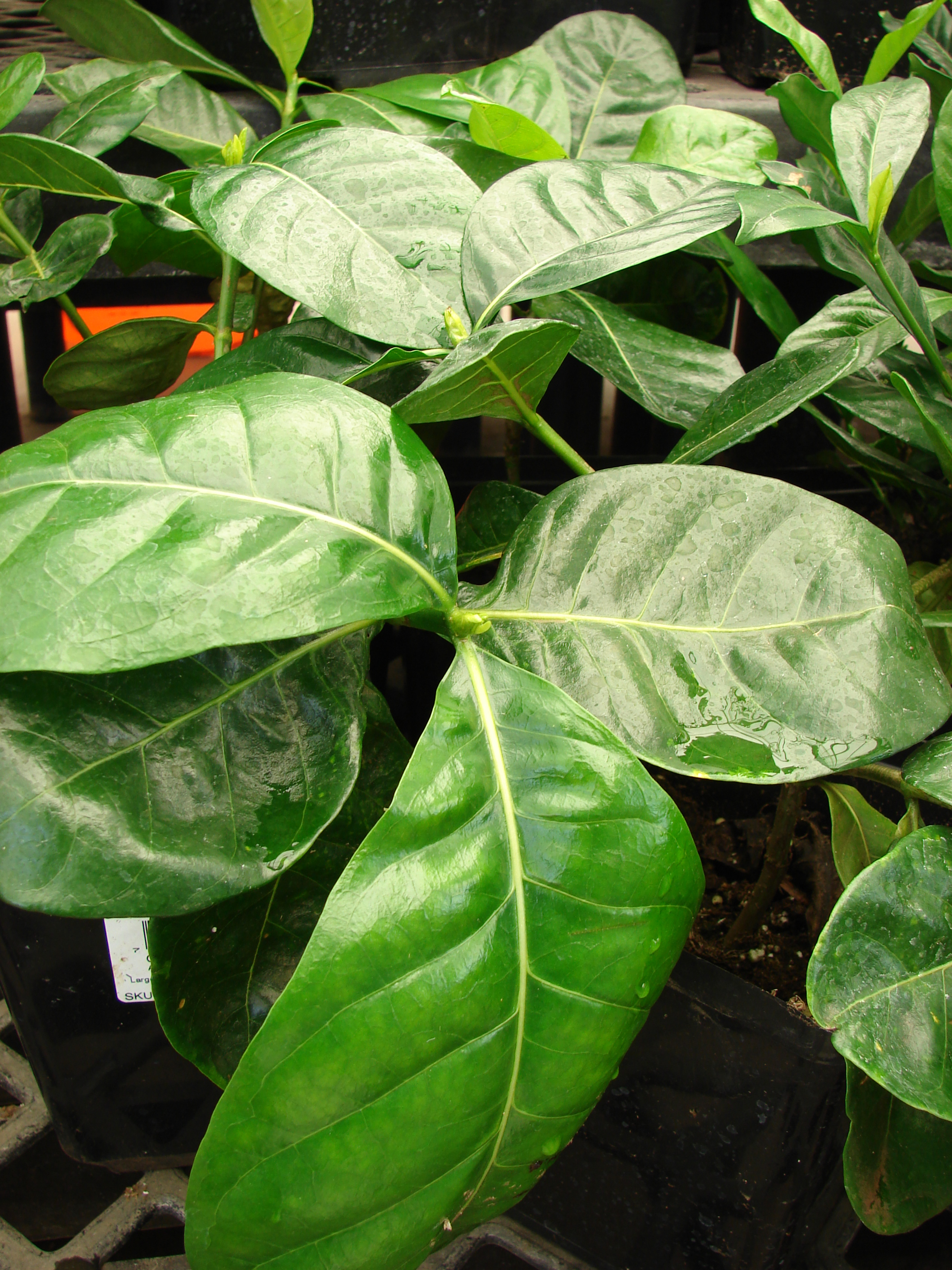
Folhagem
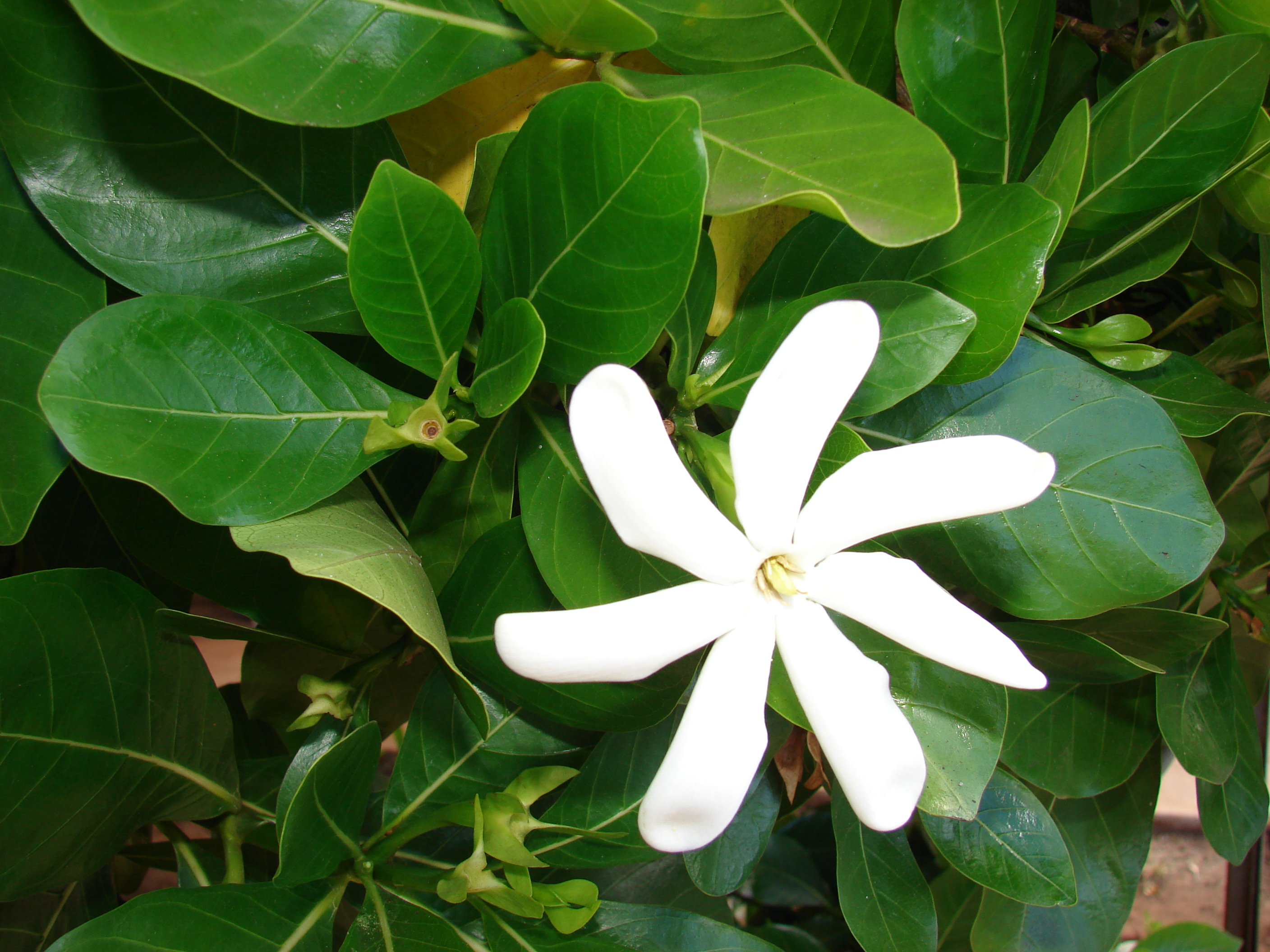
Flor de Tiaré
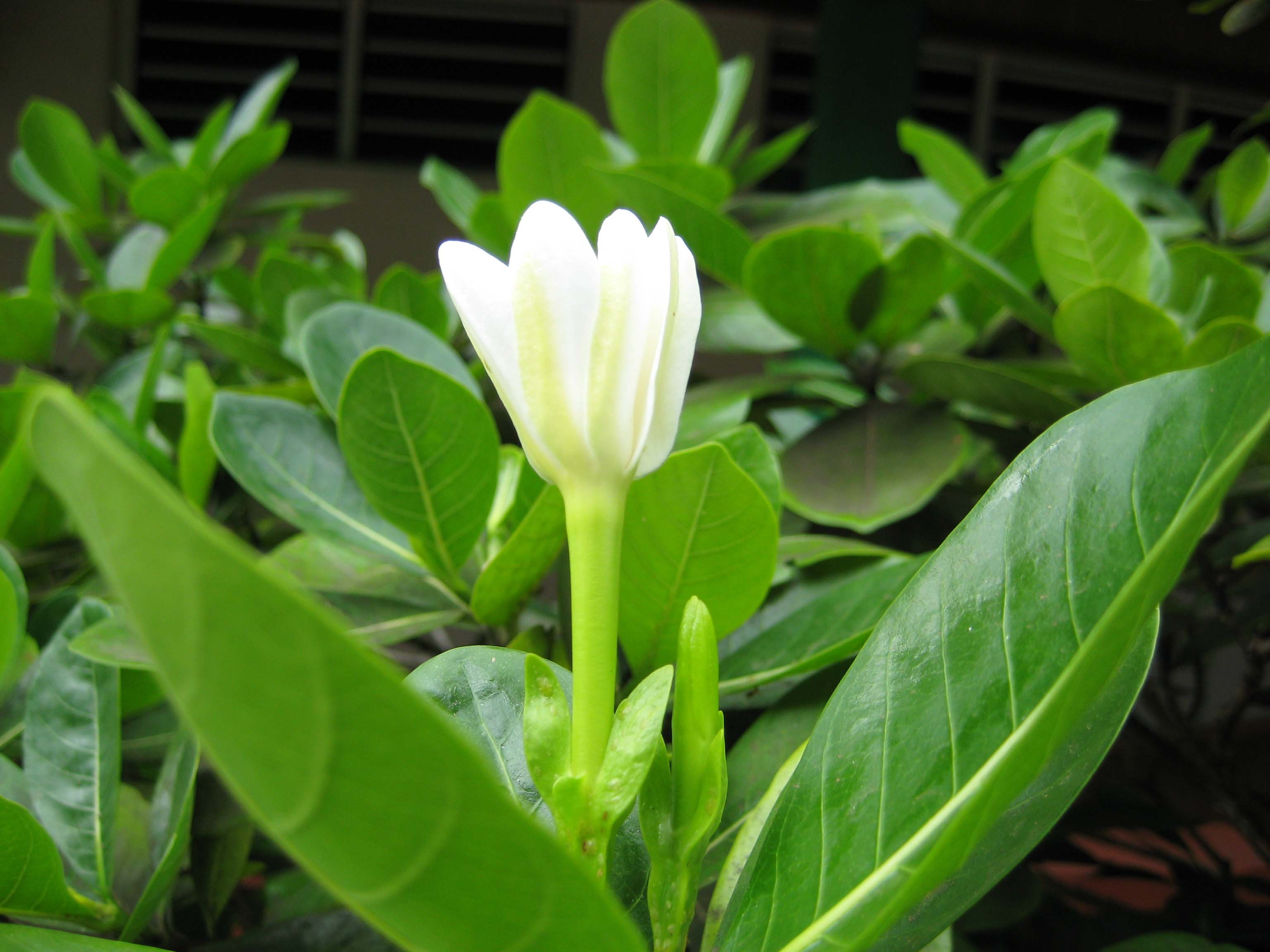
Abertura da flor de Tiaré
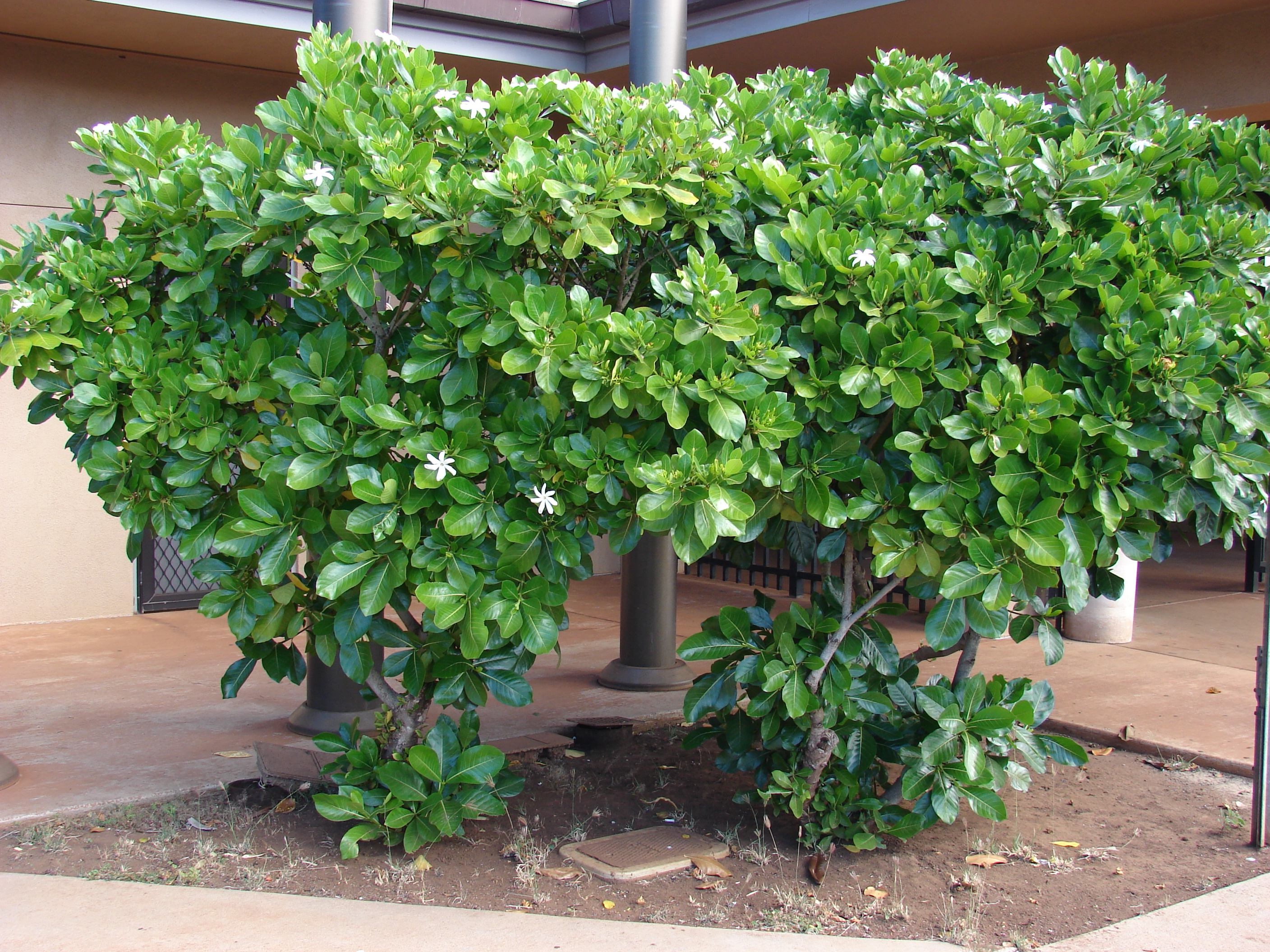
Arbusto